# Superficie de Riemann

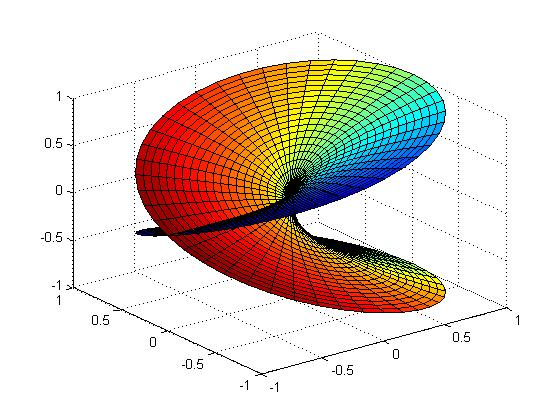
Superficie de Riemann que aparece al extender el dominio de la función

En geometría algebraica, una superficie de Riemann es una variedad compleja de dimensión (compleja) uno. Consecuentemente, la variedad real subyacente será de dimensión 2. Estas superficies fueron estudiadas por primera vez por y llevan el nombre de Bernhard Riemann. Las superficies de Riemann se pueden considerar como versiones deformadas del plano complejo: localmente, cerca de cada punto, parecen parches del plano complejo, pero la topología global puede ser bastante diferente. Por ejemplo, pueden parecer una esfera o un toro o varias láminas pegadas entre sí.
El principal interés de las superficies de Riemann radica en que entre ellas pueden definirse  funciones holomorfas. Las superficies de Riemann se consideran hoy en día el escenario natural para estudiar el comportamiento global de estas funciones, especialmente  funciones multivaluadas como la raíz cuadrada y otras  funciones algebraicas, o el logaritmo.
Toda superficie de Riemann es un colector analítico real bidimensional (es decir, una superficie), pero contiene más estructura (concretamente un estructura compleja) que es necesaria para la definición inequívoca de las funciones holomorfas. Una múltiple real bidimensional puede convertirse en una superficie de Riemann (normalmente de varias formas no equivalentes) si y sólo si es orientable y metrizable. Así, la esfera y el toro admiten estructuras complejas, pero la banda de Möbius, la botella de Klein y el plano proyectivo real no.
Los hechos geométricos sobre las superficies de Riemann son lo más "bonitos" posible, y a menudo proporcionan la intuición y la motivación para generalizaciones a otras curvas, variedades o variedades. El teorema de Riemann-Roch es un excelente ejemplo de esta influencia.

## Historia
El desarrollo de la idea de superficie de Riemann comenzó a mediados del siglo XIX de la mano del matemático Bernhard Riemann, con los intentos de extender el dominio de definición de funciones analíticas {\displaystyle f:U\to \mathbb {C} } definidas sobre un abierto U del plano complejo. La extensión maximal (extensión analítica) se lograba no sobre el propio plano complejo, sino sobre copias de abiertos del mismo que se solapaban, en lo que hoy día conocemos como variedad compleja de dimensión uno.

## Concepto
Una variedad real de dimensión 2 puede convertirse en una superficie de Riemann (frecuentemente de varios modos no equivalentes) si y solo si es orientable. De este modo, la esfera y el toro admitirán estructuras complejas, pero la banda de Möbius, la botella de Klein y el plano proyectivo real no.
Se sabe que la 2-esfera tiene una sola estructura analítica. Mientras que cada superficie orientable de género mayor que cero tiene una infinidad, contrastando con el punto de vista diferenciable ya que las superficies sólo tienen una estructura diferenciable.
Las superficies de Riemann constituyen el lugar natural donde estudiar el comportamiento global de numerosas funciones. P ej:
{\displaystyle f(z)={\sqrt {z}}}
{\displaystyle f(z)=\log(z)}

## Definiciones
Hay varias definiciones equivalentes de una superficie de Riemann.
1. Una superficie de Riemann X es un conectado de dimensión compleja uno. Esto significa que X es un espacio de Hausdorff conexo que está dotado de un atlas de cartas al  disco unitario abierto del plano complejo: para cada punto x ∈ X existe una vecindad de x que es  homeomorfa al disco unitario abierto del plano complejo, y se requiere que los mapas de transiciones entre dos cartas superpuestas sean holomorfas.
2. Una superficie de Riemann es un  colector orientado de dimensión (real) dos -una superficie de dos lados- junto con una estructura conforme. De nuevo, colector significa que localmente en cualquier punto x de X, el espacio es homeomorfo a un subconjunto del plano real. El suplemento "Riemann" significa que X está dotado de una estructura adicional que permite medir ángulos en el colector, a saber, una clase de equivalencia de las llamadas  métricas de Riemann. Dos de estas métricas se consideran equivalentes si los ángulos que miden son los mismos. La elección de una clase de equivalencia de métricas en X es el dato adicional de la estructura conforme.

Una estructura compleja da lugar a una estructura conforme eligiendo la métrica euclídea estándar dada en el plano complejo y transportándola a X mediante las cartas. Demostrar que una estructura conforme determina una estructura compleja es más difícil.

## Otras definiciones y propiedades

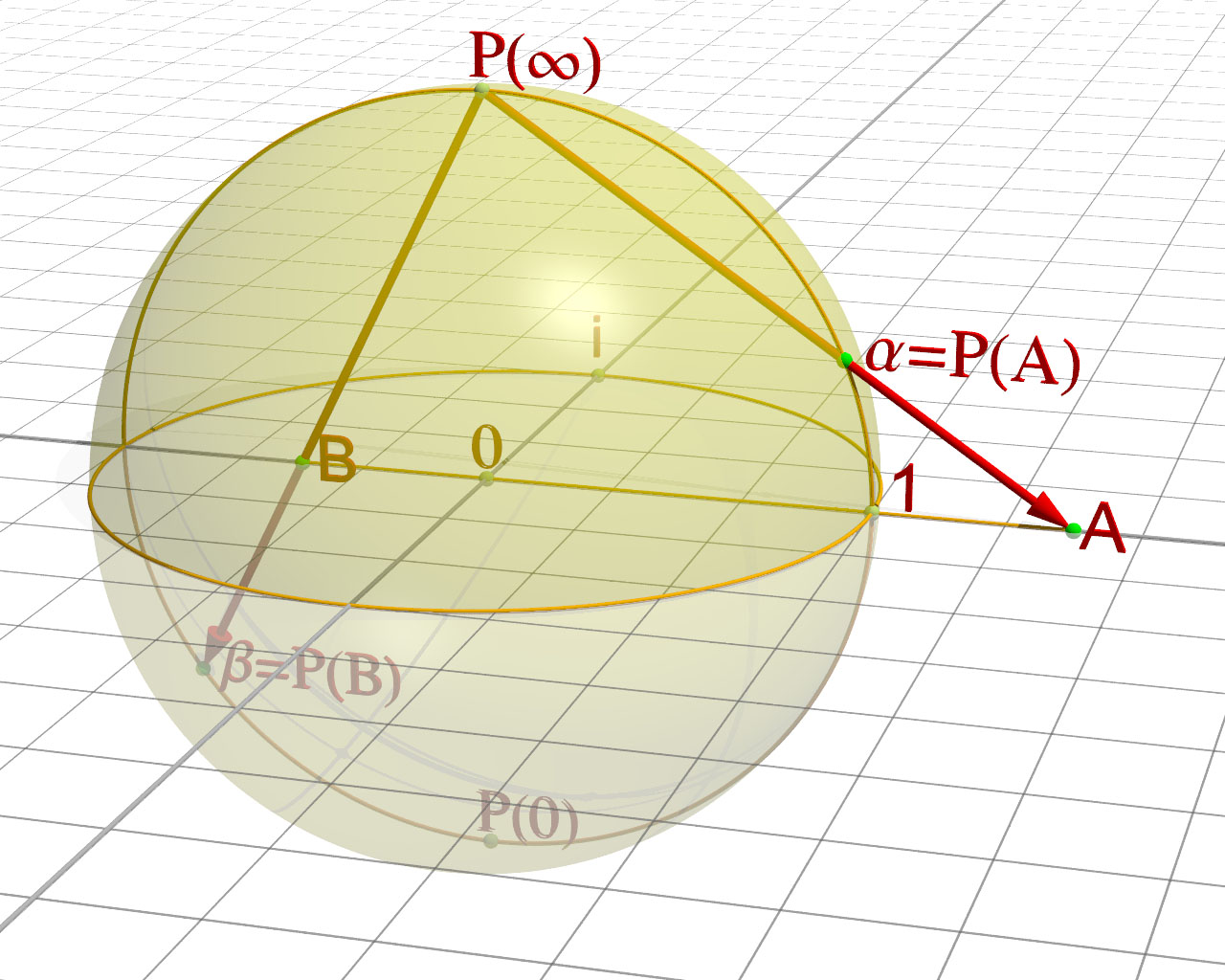
representación de la gráfica de la Esfera de Rieman

Como cualquier mapa entre múltiples complejas, una función f: M → N entre dos superficies de Riemann M y N se llama holomórfica si para cada gráfica g en el atlas de M y cada gráfica h en el atlas de N, el mapa h ∘ f ∘ g-1 es holomorfo (como función de C a C) dondequiera que esté definido. La composición de dos mapas holomorfos es holomorfa. Las dos superficies de Riemann M y N se llaman biholomorfismo (o conformacionalmente equivalentes para enfatizar el punto de vista conformacional) si existe una función biyectiva holomorfa de M a N cuya inversa es también holomorfa (resulta que esta última condición es automática y por tanto puede omitirse). Dos superficies de Riemann conformes equivalentes son idénticas a efectos prácticos.

### Orientabilidad
Cada superficie de Riemann, siendo una múltiple compleja, es  orientable como una múltiple real. Para gráficas complejas f y g con función de transición h = f(g− 1(z)), h puede considerarse como un mapa desde un conjunto abierto de R2 a R2 cuya  Jacobiana en un punto z es sólo el mapa lineal real dado por la multiplicación por el número complejo h'(z). Sin embargo, el  determinante real de la multiplicación por un número complejo α es igual a |α|2, por lo que el Jacobiano de h tiene determinante positivo. En consecuencia, el atlas complejo es un atlas orientado.

### Funciones
Toda superficie de Riemann no compacta admite funciones holomorfas no constantes (con valores en C). De hecho, toda superficie de Riemann no compacta es una variedad de Stein.
En cambio, en una superficie compacta de Riemann X toda función holomorfa con valores en C es constante debido al principio de máximos. Sin embargo, siempre existen  funciones meromorfas no constantes (funciones holomorfas con valores en la esfera de Riemann C ∪ {∞}). Más precisamente, el campo de funciones de X es una  extensión finita de C(t), el campo de funciones en una variable, es decir, dos funciones meromorfas cualesquiera son algebraicamente dependientes. Esta afirmación se generaliza a dimensiones superiores, véase Siegel (1955). Las funciones meromórficas pueden darse de forma bastante explícita, en términos de función theta de Riemann y del mapa de Abel-Jacobi de la superficie.

## Analítica vs. algebraica
La existencia de funciones meromorfas no constantes puede utilizarse para demostrar que cualquier superficie compacta de Riemann es una variedad proyectiva, es decir, puede estar dada por  ecuaciones polinómicas dentro de un espacio proyectivo. En realidad, se puede demostrar que toda superficie compacta de Riemann puede ser incrustada en 3-espacio proyectivo complejo. Se trata de un teorema sorprendente: Las superficies de Riemann vienen dadas por gráficos localmente parcheados. Si se añade una condición global, a saber, la compacidad, la superficie es necesariamente algebraica. Esta característica de las superficies de Riemann permite estudiarlas con los medios de la analítica o de la geometría algebraica. La afirmación correspondiente para objetos de dimensiones superiores es falsa, es decir, existen 2manifolds complejos compactos que no son algebraicos. Por otra parte, toda variedad compleja proyectiva es necesariamente algebraica, véase Teorema de Chow.
Como ejemplo, consideremos el toro T := C/(Z + τ Z). La función de Weierstrass {\displaystyle \wp _{\tau }(z)} perteneciente a la red Z'+ τ Z es una función meromorfa en T. Esta función y su derivada {\displaystyle \wp _{\tau }'(z)} generan el campo de funciones de T.
{\displaystyle [\wp '(z)]^{2}=4[\wp (z)]^{3}-g_{2}\wp (z)-g_{3},}
donde los coeficientes g2 y g3 dependen de τ, dando así una curva elíptica Eτ en el sentido de la geometría algebraica. Invertir esto se consigue mediante el j-invariante j(E), que puede utilizarse para determinar τ y, por tanto, un toroide.

## Ejemplos
- Sea S = C ∪ {∞} y sea f(z) = z donde z pertenece a S \ {∞} y g(z) = 1 / z donde z pertenece a S \ {0} y 1/∞ se define como 0. Así definidas, f y g son cartas complejas compatibles, y { f, g } es un atlas para S, convirtiendo a S en una superficie de Riemann compacta llamada la esfera de Riemann.

- Sea G un grupo de biholomorfismos de una superficie de Riemann {\displaystyle X}, que actúa de modo libre y propiamente discontinuo, entonces el espacio cociente {\displaystyle Y} es una superficie de Riemann y la proyección p: {\displaystyle X\to Y} es una aplicación recubridora.

Por ejemplo, {\displaystyle G} puede ser un grupo de traslaciones del plano complejo,. Sea {\displaystyle G} el grupo generado por dos traslaciones independientes, por ejemplo:
{\displaystyle T:z\to z+1,\quad U:z\to z+a}
donde a es un número complejo no real. El espacio cociente será homeomorfo al toro, La topología no dependerá de la elección de a (es siempre un toro), pero la estructura compleja cambia sensiblemente al variar a.
- Numerosos ejemplos de superficies de Riemann no compactas se obtienen por el procedimiento de extensión analítica.

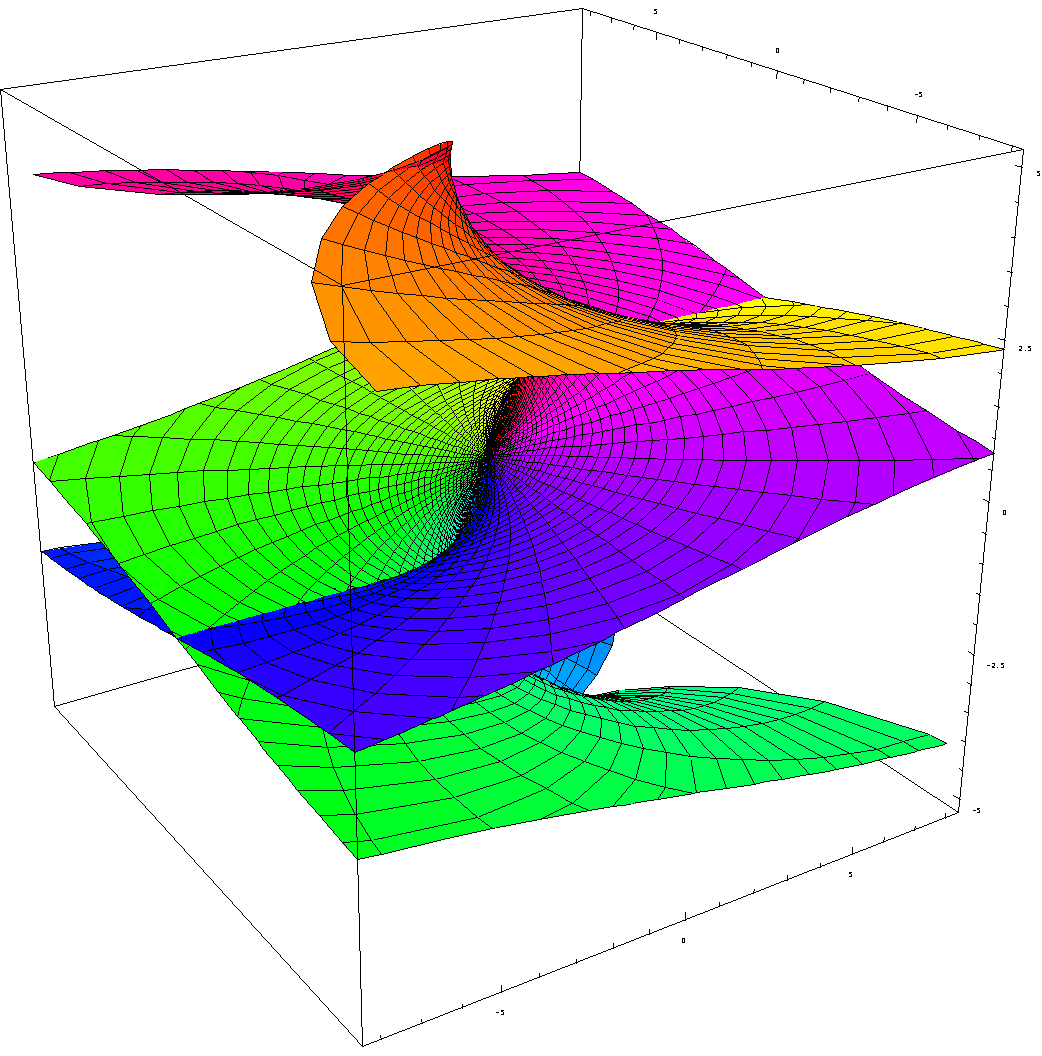
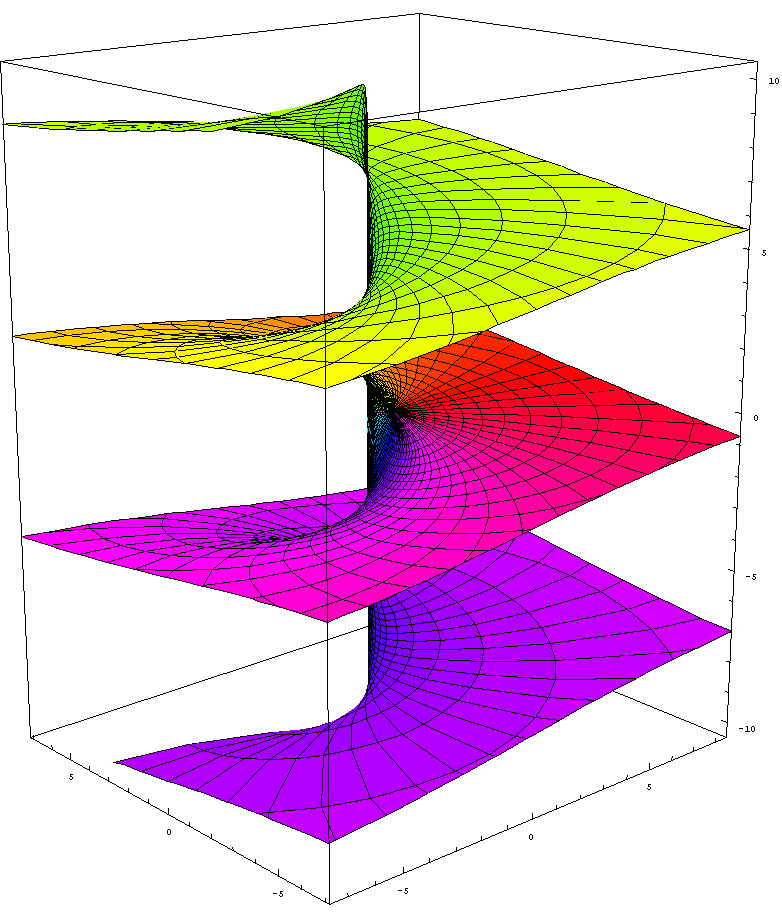
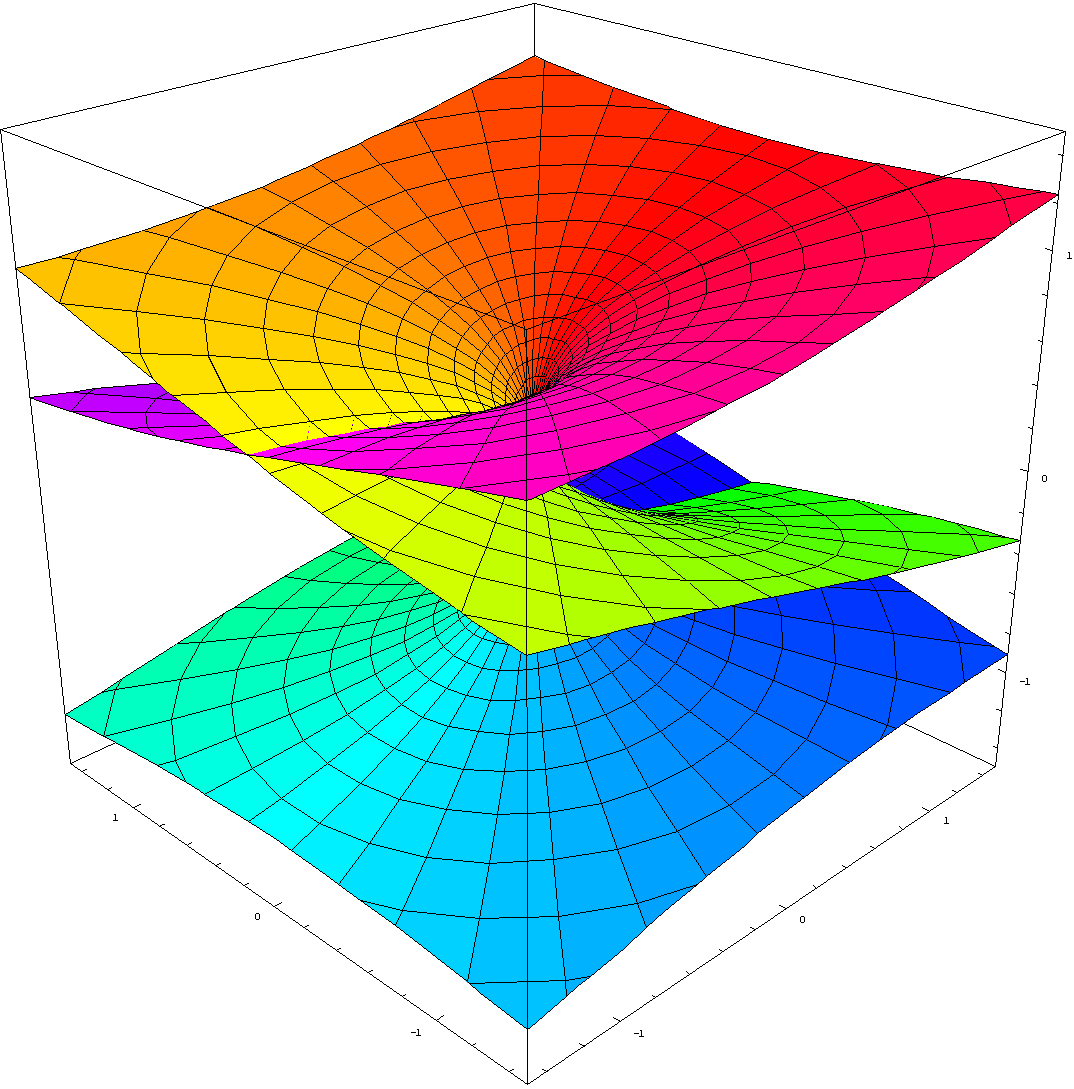
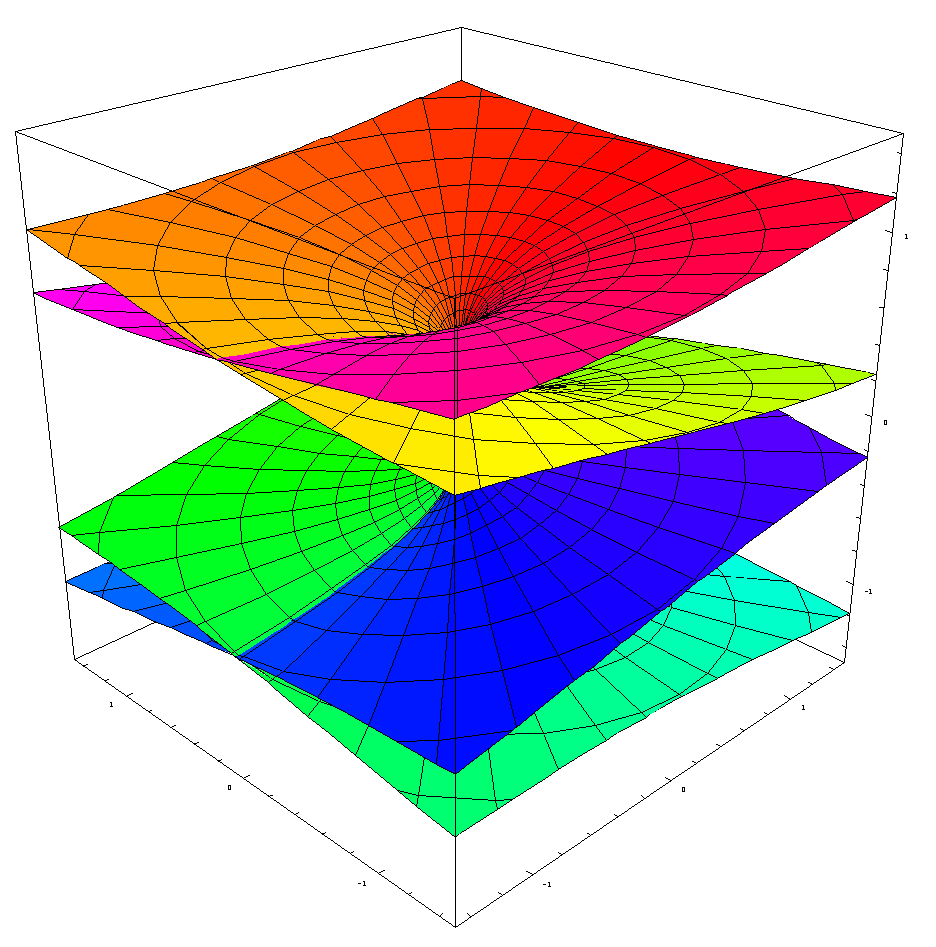

- {\displaystyle f(z)=\arcsin z,\!}
- {\displaystyle f(z)=\log z,\!}
- {\displaystyle f(z)=z^{\frac {1}{3}}}
- {\displaystyle f(z)=z^{\frac {1}{4}}}

## Funciones
Toda superficie de Riemann no compacta admite funciones holomorfas no constantes. 
Esto contrasta con que en una superficie de Riemann compacta toda función holomorfa es constante debido al principio del máximo. Sin embargo, en superficies compactas siempre existirán funciones meromorfas no constantes, que pueden considerarse como aplicaciones holomorfas de la superficie sobre la esfera de Riemann C ∪ {∞}).

## Clasificación de superficies de Riemann
El conjunto de superficies de Riemann puede dividirse en tres tipos: las superficies hiperbólicas, las parabólicas y las elípticas. Esta división viene dada por el teorema de uniformización, que garantiza que toda superficie de Riemann simplemente conexa es conformemente equivalente a una de las siguientes:
- al plano complejo {\displaystyle \mathbb {C} }
- a la esfera de Rieman {\displaystyle \mathbb {C} \cup \{\infty \}}, también llamada línea proyectiva compleja {\displaystyle P^{1}\mathbb {C} } o
- al disco abierto D := {z ∈ C : |z| < 1} o a la superficie equivalente formada por el semiplano superior H := {z ∈ C : Im(z) > 0}.

En caso de que la superficie X no sea simplemente conexa, podremos afirmar que su recubridor universal Y es conformemente equivalente a uno de los tres modelos anteriores. En ese caso, la superficie X podrá obetenersese como el espacio cociente de Y bajo la acción de un grupo de biholomorfismos del recubridor Y que actúe de modo libre (es decir, sin puntos fijos) y propiamente discontinuo.
- Cocientes de la esfera (superficies elípticas). Los biholomorfismos de la esfera son exactamente las transformaciones de Moebius. Como una transformación de Moebius siempre deja un punto fijo, no obtendremos ningún cociente de la esfera.
- Cocientes del plano (superficies parabólicas). Los biholomorfismos del plano complejo que actúan de modo libre y propiamente discontinuo son las traslaciones, en concreto los grupos de traslaciones con uno o dos generadores, isomorfos a {\displaystyle \mathbb {Z} } o a {\displaystyle \mathbb {Z} +\mathbb {Z} }. Los cocientes respectivos son topológicamente equivalentes a una corona circular o a un toro. Al ser las traslaciones isometrías respecto de la métrica plana del plano, inducen una métrica plana en el cociente.
- Cocientes del disco (superficies hiperbólicas)

Un grupo de biholomorfismos del disco que actúe de modo libre y propiamente discontinuo se dice un grupo Fuchsiano. Existen numerosos grupos Fuchsianos, y su estudio es un ramo importante de la geometría moderna.
Como todo biholomorfismo del disco resulta ser una isometría de la métrica hiperbólica del disco unidad, también conocida como métrica de Poincaré, se induce una métrica hiperbólica en el cociente.

## Clasificación teórica de funciones
El esquema de clasificación anterior suele ser utilizado por los geómetras. Existe una clasificación diferente para las superficies de Riemann que suelen utilizar los analistas complejos. Emplea una definición diferente para "parabólico" e "hiperbólico". En este esquema de clasificación alternativo, una superficie de Riemann se denomina "parabólica" si no hay funciones subarmónicas negativas no constantes en la superficie y, de lo contrario, se denomina "hiperbólica". Esta clase de superficies hiperbólicas se subdivide en subclases según si los espacios de funciones distintos de las funciones subarmónicas negativas están degenerados, por ejemplo las superficies de Riemann en las que todas las funciones holomorfas acotadas son constantes, o en las que todas las funciones armónicas acotadas son constantes, o en las que todas las funciones armónicas positivas son constantes, etc.
Para evitar confusiones, la clasificación basada en métricas de curvatura constante se llama clasificación geométrica, y la basada en la degeneración de los espacios de funciones, clasificación función-teórica. Por ejemplo, la superficie de Riemann que consta de "todos los números complejos excepto el 0 y el 1" es parabólica en la clasificación de teoría de funciones pero es hiperbólica en la clasificación geométrica.